# Alexandre Cuvelier
 (janvier 2016).
Si vous disposez d'ouvrages ou d'articles de référence ou si vous connaissez des sites web de qualité traitant du thème abordé ici, merci de compléter l'article en donnant les références utiles à sa vérifiabilité et en les liant à la section « Notes et références ».
Alexandre Cuvelier (né le 27 septembre 1867 à Saint-Omer et mort le 19 août 1913 à Paris) est un artiste-peintre français de la fin du XIXe et du début du XXe siècle.

## Biographie
Alexandre Cuvelier appartient à une famille de peintres (il a pour grands-pères, maternel, Alexandre Colin qui ne le reconnait pas lors de son mariage avec Sophie Navatel mais l'élèvera et, paternel, Hippolyte Cuvelier). Après cinq années passées dans l'atelier de Jean-Paul Laurens, il se détourne de la tradition académique pour se consacrer notamment à la peinture de paysage. « Au bout de ces cinq années d'atelier, j'aurais pu, avec les conseils de mon maître, faire un tableau fort convenable et obtenir, grâce à mes relations, quelques médailles au Salon des Artistes français – j'ai préféré faire de l'art, c'est-à-dire : chercher un moyen d'expression conforme à mon tempérament et, celui-ci une fois trouvé, m'en servir librement. ». Il est le neveu du sculpteur Louis Vidal.
Vers 1890, après un voyage aux Pays-Bas, il se fixe quelque temps à Dannes-Camiers, dans le Pas-de-Calais, où il réalise de nombreuses études de paysage et fait la connaissance du peintre norvégien Frits Thaulow. Il voyage en 1892 en Tunisie.
Il expose pour la première fois au Salon des Indépendants en 1893, auquel il participe à nouveau en 1906 et 1909. En 1894-1895, il expose au Salon des Cent et, en 1905, au Salon d'Automne.
En 1908, 70 de ses œuvres sont montrées dans une exposition particulière à la Galerie Achille Astre à Paris.

## Œuvres

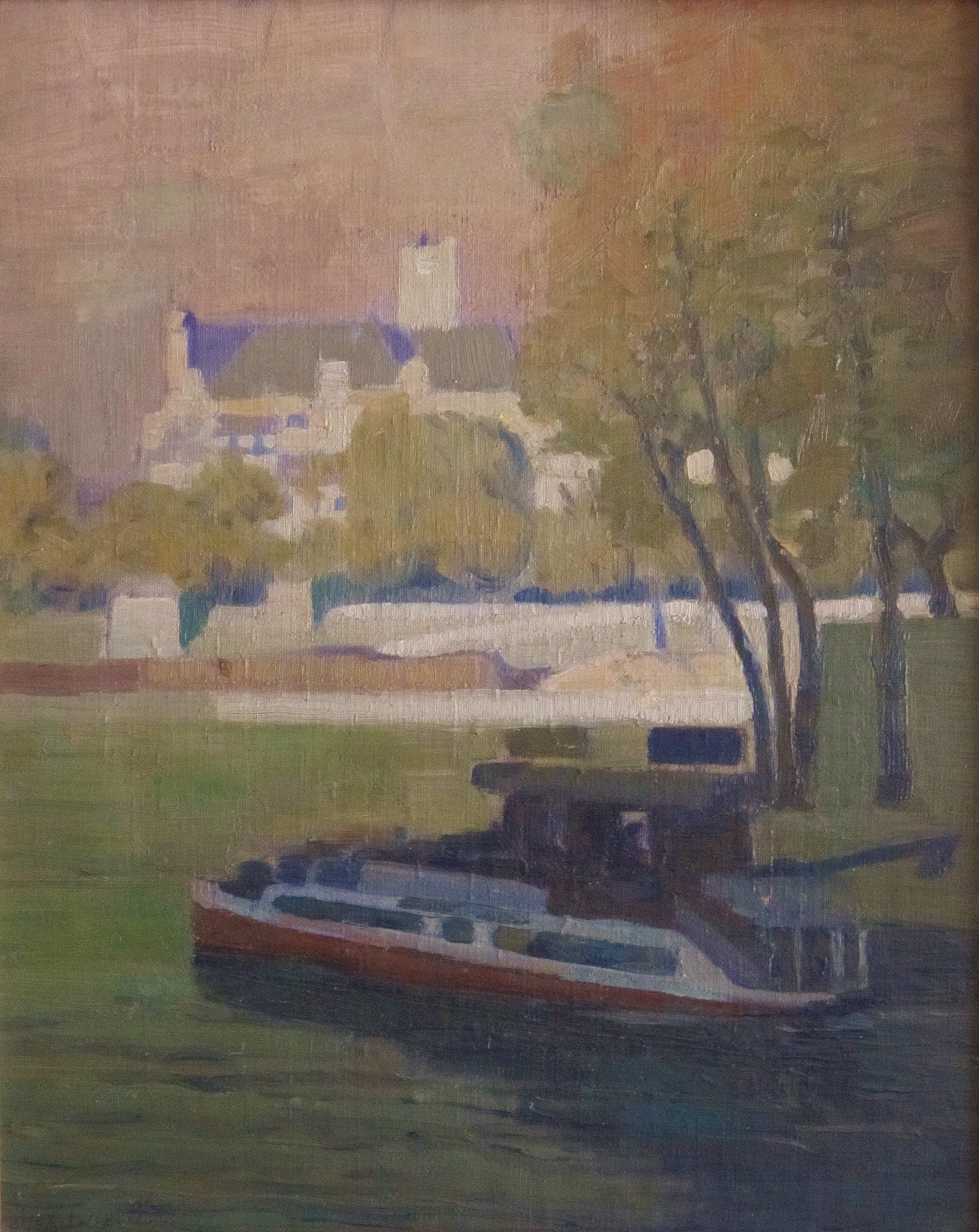
Alexandre Cuvelier, La Seine à Paris, l'île Saint-Louis et Saint-Gervais-Saint-Protais

- 1893 : Les Abîmes, Salon des Indépendants de 1893. "J'envoyai [au Salon] cinq études de paysages et un tableau assez important, intitulé Les Abîmes, que j'avais peint en quelques séances et qui m'avait été inspiré par un passage de La Tentation de saint Antoine, de Flaubert. Le saint y était représenté entre deux apparitions, la luxure et la mort : plusieurs artistes, entre autres Henri Martin, me félicitèrent de cet effort, beaucoup plus s'en moquèrent "[1].
- 1895 : Une rue à Kairouan, huile sur toile, 33 x 24 cm, signée en bas à gauche. "N'ayant jamais peint en plein air, sortant d'un atelier où l'on fait plutôt noir, j'éprouve le besoin d'éclaircir ma palette. Je pars [en 1892] pour la Tunisie. J'habite Sousse, puis Kairouan. Je reviens au bout de 6 mois avec une grande quantité d'études[1]."
- Plus de 170 œuvres ont été rassemblées dans une exposition posthume au Cercle Catholique de la ville de Saint-Omer en 1921 : nombreux paysages (L'Église d'Audresselles, Rivière à Salperwick, Le Canal à Watten, La Seine à Paris, etc.) et Natures mortes[3].
- Musée de l'hôtel Sandelin, Saint-Omer : Enfant au champ de blé (esquisse); 0,65 x 0,48 ; Hist. : Achat 1921 ; Inv. 84CM